# Puccinia obtectella
Puccinia obtectella är en svampart som beskrevs av Cummins 1940. Puccinia obtectella ingår i släktet Puccinia och familjen Pucciniaceae.   Inga underarter finns listade i Catalogue of Life.